# Misofobie

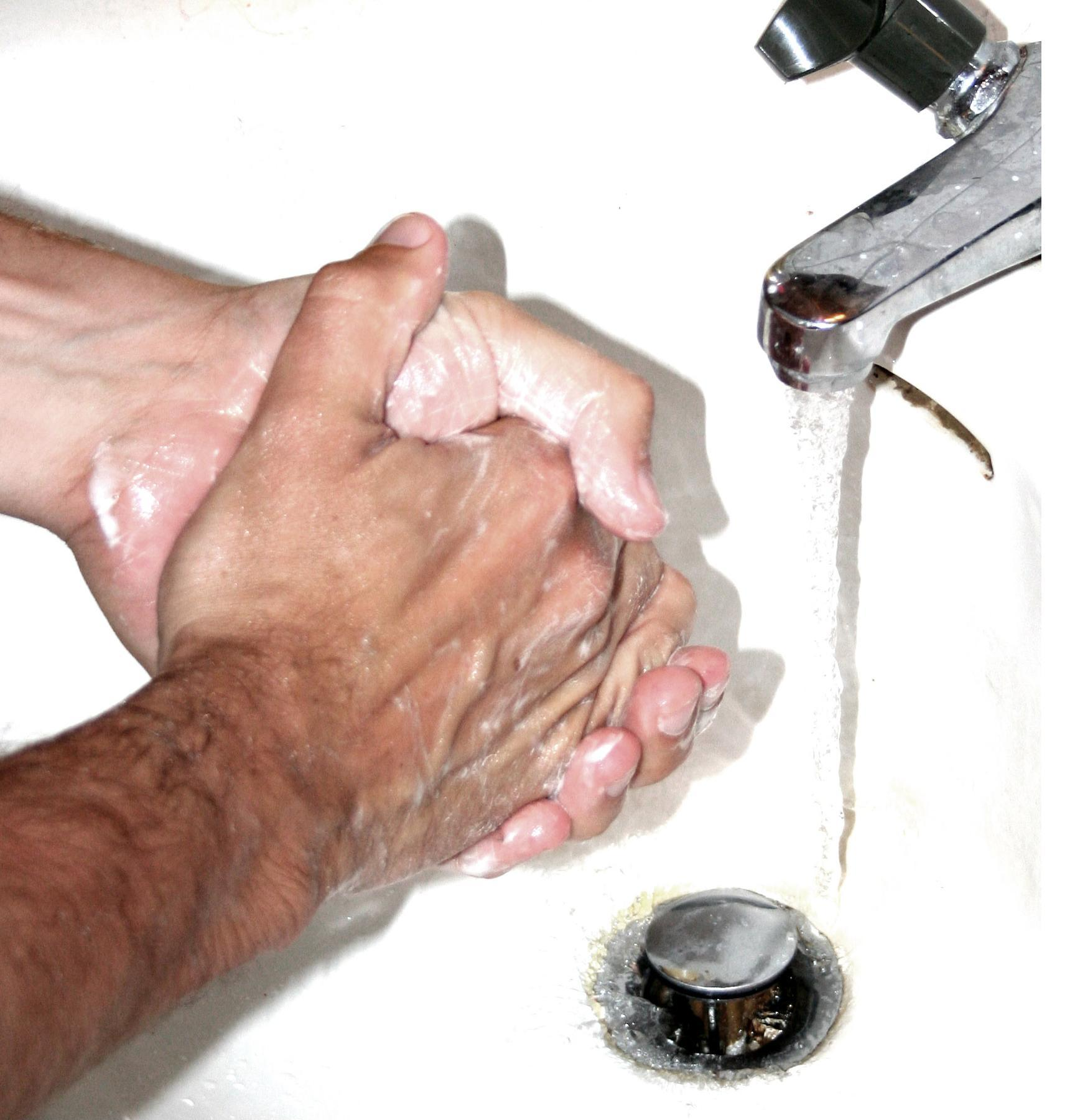

Misofobia este o fobie/teamă patologică de murdărie sau de contaminare. Se mai numește verminofobie, germofobie, germafobie, bacilofobie sau bacteriofobie.
Termenul de misofobie a fost inventat de William A. Hammond în 1879 când a descris un caz de tulburare obsesiv-compulsivă (OCD) care se manifesta prin spălarea repetată și excesivă a mâinilor.
Misofobia este format din cuvintele în limba greacă veche μύσος (musos), "necurățenie" și  φόβος (phobos), "frică".

## Vezi și
- Listă de fobii
- Listă de tulburări psihice
- Glosar de psihologie